# 闵贤植
闵贤植（羅馬化：Min Hyun Sik，1946年10月21日—），韩国建筑师，畢業於首尔大学建筑學系。1996年创立了寄傲轩建筑事务所，1997年后在职韩国综合艺术学校美术院建筑系教授。

## 生平介绍
闵贤植于1946年出生在駐朝鮮美軍政廳（今韓國）庆尚南道。在空间集团建筑师（故）金寿根下积累经验后到原城市建筑事务所继续工作了。1980年以后成为尹承重建筑师的合伙人了。以后1989-1990年在伦敦建筑联盟学院学习建筑，1992年创立了自己的建筑事务所（闵贤植建筑研究所，（现在）寄傲轩）。闵贤植教授是 1997年创立韩国综合艺术学校美术院建筑系的主构成员，到2012年一直任职该院教授。 
他曾经做的作品和作业其中教育研究设施方面的为深院子之家，奉天洞住宅楼，东崇教堂，首尔和牙山及中国青岛等所建起来的圣度公司(SINDOH)的建筑，国立国乐初中学校，韩国传统文化学校，大田大学，韩国科技技术研究所（KIST）复合素材研究所等，城市规划方面的为坡州出版城市设计，亚洲文化中心城市-广州的基本建构，济州岛景观及管理规划，水原华城历史文化城市基本规划，想去的岛-每勿岛等。
通过4.3建筑师集团，建未准（准备建筑的未来者的聚会）等社会活动，用‘空的建造（Structuring Emptiness）’话题来构筑此地，此时代建筑和城市的新的理论，且在埋头该理论的建筑实践。4.3集团建筑展，1996/2002威尼斯建筑双年展，鸠林村土之庆典等参加了许多建筑展览，还有美国宾夕法尼亚大学邀请开过‘空之建造’（闵贤植+承孝相）建筑展览， ‘S(e)oul-scape’（欧洲巡回展）。还有写了‘土之空间-以土的局面为抽象化的作业（美建司），‘空之建造（东），对建筑问时代-闵贤植阅读韩国现代建筑（石枕头）等。
他值得关注和大众开始沟通的是，1992年在‘时代的反响’展览会上‘深院子之家’的作品。以后他用新的主题来继续面世了，现象学的美学，不确定空间的院子，建筑风景，空之建造等这样的话题为了解他的作品的关键词。他建筑方面的关心扩大到城市的问题，比如参加了坡州出版城市，亚洲文化中心城市-广州规划等许多城市规划和城市设计。总时争论的主要 他的作业和关于建筑的想法是韩国现代建筑和城市的问题的一个主要转折点。无论如何他的所作业的基本为韩国传统思想引起的空之建造。
空间大奖的建筑奖，金寿根文化奖，建筑家协会的啞川奖，建筑家协会严德纹奖，韩国建筑文化大奖设计部门优秀奖，国立中央博物馆国际设计竞赛佳作等得到了多次建筑家协会奖。
闵贤植还是文化遗产委员（景观分系），韩国建筑家协会名誉董事（FKIA），美国建筑家协会名誉会员。
金泰守建筑家在给美国建筑家协会推荐中说：“对于建筑、社会及艺术精神的纯粹性了解的深度，没有人可以和闵贤植相比，如果我们认同建筑家是个用知识带来的感性去探索的职业的话，他就是那样的人。”</ref>

## 简历
- 2006年 美国建筑家协会（英语：Fellow of the American Institute of Architects）名誉会员 (Hon. FAIA)
- 2002年~2004年 韩国综合艺术学校 美术院 院长
- 1997年~ 韩国综合艺术学校 建筑系 教授
- 1997年 建筑事务所 寄傲轩 顾问
- 1996年~1997年 闵贤植建筑事务所 寄傲轩 代表
- 1992年~1996年 闵贤植建筑事务所 代表
- 1980年~1992年 原城市建筑事务所
- 1974年~1975年 건축동인 장
- 1972年~1974年 空间建筑事务所

## 代表作品
- 圣度公司(SINDOH)首尔总公司及工厂/牙山工厂/宿舍/中国贩卖本部(青岛高新区)及青岛工厂等
- 国立国乐初中高学校(首尔)
- 韩国传统文化学校(扶余)
- 文泰高中学校
- 仪政府 圣歌教堂
- 尹伊桑 纪念馆
- 大田大学总规划/第二宿舍/Munmugwan/Multi-Activity Center, etc.
- 临津阁平和世界公园
- 坡州出版信息商务区总规划及信息房/话及创造社/BOOXEN出版物综合流通中心
- 东崇教堂

1. ↑  KIOHUN